# Cnidoblasto
Os cnidoblastos ou cnidócitos são células urticantes presentes nos celenterados ou cnidários, principalmente nos tentáculos.
Sob qualquer perturbação, detectada através do cnidocílio, o cnidócito desenvagina seu filamento urticante, o nematocisto ou cnida, libertando as substâncias  tóxicas características de cada espécie. O nematocisto é originado pelo complexo de Golgi dos cnidócitos.
O cnidoblasto é usado como um tipo de espuma que sai da boca e também de ataque dos celenterados.
Exemplos de animais com cnidoblastos:
- Água-viva
- Anêmona do mar
- Hidra
- Caravela-portuguesa

Cnidócitos são células especializadas dos Cnidários, que contêm um pequeno organito que se forma no seu interior, o nematocisto. Este, é constituído por uma cápsula de forma arredondada com uma abertura num dos lados, tapada por um opérculo. No seu interior existe um tubo oco, longo e enrolado, o nematocisto, que durante a descarga é projectado explosivamente para o exterior da cápsula (processo que demora cerca de três milisegundos). A forma destes organitos deixa-nos adivinhar com facilidade a sua função. Claramente que se destinam a "arpoar" presas que são conduzidas posteriormente para a boca, ou então a serem utilizados com estruturas de defesa. São particularmente abundantes nos tentáculos dos cnidários e junto à boca, e alguns deles podem injectar um liquido urticante. O grau de perigosidade para os humanos é variável dependendo da espécie de Cnidário em causa. No caso das espécies comuns nas nossas zonas costeiras o efeito vai de nenhum a alguma irritação na pele (sobretudo no caso das alforrecas, cujo contacto é de evitar), no entanto, espécies características de águas tropicais pertencentes, nomeadamente, à Classe Cubozoa, podem provocar a morte.
Cada nematocisto é utilizado apenas uma vez. Posteriormente é reabsorvido e substituído. A Hidra, um pequeno Cnidário de água doce, pode perder cerca de 25% dos nematocistos dos tentáculos para capturar um pequeno camarão. A sua reposição total ocorre em aproximadamente 48 horas.
Apesar de se terem encontrado tubos de nematocistos dentro de pentes-do-mar, estes animais não possuem cnidócitos, mas adquirem aqueles nematocistos por ingestão de medusas de quem são predadores.